# Wilhelm Streitberg
Wilhelm August Streitberg (23 février 1864, Rüdesheim am Rhein – 19 août 1925, Leipzig) est un linguiste et indo-européaniste allemand. Spécialiste des langues germaniques, il a notamment travaillé sur le proto-germanique (Urgermanische Grammatik, 1896) et sur le gotique (Gotisches Elementarbuch, 1897).

## Publications
- (de) Urgermanische Grammatik [« Grammaire proto-germanique »], 1896
- (de) Gotisches Elementarbuch [« Grammaire de gotique »], Heidelberg, Carl Winter's Universitätsbuchhandlung, 1897, xii + 200
- (de) Die gotische Bibel [« La Bible gotique »], 1908-1910